# Nashville Predators
Nashville Predators (numită în mod obișnuit ca Preds) este o echipă profesionistă americană de hochei pe gheață cu sediul în Nashville, Tennessee, face parte din Divizia Centrală a Conferinței de Vest din NHL și își joacă meciurile de pe teren propriu pe Bridgestone Arena din 1998. Drepturile lor de difuzare la televiziune sunt deținute de Bally Sports South, iar stația emblemă a rețelei de radio Nashville Predators este WPRT-FM. Predators sunt în prezent afiliați cu o echipă din liga secundă: Milwaukee Admirals din American Hockey League (AHL).
Clubul a fost înființat în 1997, când NHL i-a acordat o franciză de expansiune lui Craig Leipold, echipa începând să joace în sezonul 1998-99. După cinci sezoane, Predators s-a calificat pentru prima dată în playoff-ul Cupei Stanley în sezonul 2003-04. În 2008, proprietatea asupra echipei a fost transferată de la Leipold unui grup de proprietari locali. Predators a ajuns în prima finală a Cupei Stanley în 2017, dar a fost învinsă de Pittsburgh Penguins în șase meciuri. În sezonul următor, Predators a câștigat primul Trofeu al președinților și primul titlu al Diviziei Centrale.